# تدبير سرطان البروستاتا
قد يشمل علاج سرطان البروستاتا (بالإنجليزية: Treatment for prostate cancer) المراقبة النشطة أو الاستئصال الجراحي أو العلاج الشعاعي (الذي يتضمن المعالجة الشعاعية الداخلية والعلاج بالحزمة الشعاعية الخارجية) أو العلاج البروتوني أو الأمواج فوق الصوتية الكثيفة المركزة أو الجراحة البردية أو العلاج الهرموني أو الكيميائي أو الأنظمة العلاجية المشتركة بينها، وقد يتضمن التدبير تداخلات تسعى إلى تحسين البقيا. تركز هذه التدابير على خمسة مجالات تشمل كلًا من الأعراض الجسدية والنفسية والمراقبة السريرية وتحسين الحالة الصحية وتنسيق الرعاية بالمرضى. وجدت مراجعة منشورة أدلة عالية المستوى تتعلق بالتداخلات العلاجية التي تستهدف تدبير الأعراض الجسدية والنفسية والتعزيز الصحي دون مراجعات حول التداخلات المرتبطة بتنسيق الرعاية أو المراقبة الصحية. يعتمد تحديد العلاج المفضل على مرحلة المرض الموضوعة باستخدام درجة جليسون أو مستويات المستضد البروستاتي النوعي.
تشمل العوامل المهمة الأخرى عمر المريض وصحته العامة والمشاعر التي تراوده حول الخيارات العلاجية المطروحة وتأثيراتها الجانبية الممكنة. قد تترافق جميع العلاجات مع أعراض جانبية مثل خلل الانتصاب (العنانة) وعدم الاستمساك البولي (التبول اللا إرادي)، لذا تركز النقاشات العلاجية غالبًا على الموازنة بين أهداف العلاج والأخطار المتعلقة بتغير نوعية الحياة.
تتبدل أهمية العلاج تبعًا لانتشار السرطان خارج البروستات، لذا يستخدم أغلب الأطباء المعالجين لسرطان البروستات مخططات بيانية مختلفة «نوموغرام» للتنبؤ باحتمالية الانتشار السرطاني. تُطرح الطرق العلاجية التي تشمل كلًا من المراقبة النشطة/اليقظة والأمواج فوق الصوتية الكثيفة المركزة والعلاج بالحزمة الشعاعية الخارجية والمعالجة الشعاعية الداخلية والاستئصال الجراحي عمومًا على الرجال المصابين بسرطان كامن ضمن حدود البروستات. قد يطرح الأطباء خيار العلاج الهرموني والكيميائي في حال انتشار المرض خارج حدود البروستات، لكن هناك بضعة استثناءات تشمل العلاج الشعاعي الذي قد يعالج الأورام المتقدمة والعلاج الهرموني في بعض المراحل الباكرة. قد يقترح المعالجون أيضًا العلاج البردي (عملية تجميد الخلايا الورمية) أو العلاج الهرموني أو الكيميائي إذا فشل العلاج البدئي وتطور السرطان.

## المراقبة النشطة
تُعرف المراقبة النشطة بالملاحظة والمراقبة الدورية دون تداخل علاجي. يتضمن هذا المعايرة الدورية لمستضد البروستات النوعي والخزعات المتكررة في سياق أمراض البروستات. تُستخدم هذه الطريقة غالبًا في المراحل الباكرة وعند الاشتباه بسرطانات البروستات بطيئة النمو، لكن المراقبة اليقظة قد تكون خيارًا مطروحًا عندما يطغى خطر الجراحة أو العلاج الشعاعي أو الهرموني على الفوائد المتوقعة. يمكن البدء بالعلاجات الأخرى عند تطور الأعراض أو ظهور علامات على تسارع النمو السرطاني.
يُقدر أن نحو ثلث الرجال الذين اختاروا المراقبة النشطة في المراحل الباكرة من الورم يظهرون علامات على تطوره ويحتاجون إلى بدء العلاج خلال ثلاثة سنوات. يتجنب الرجال الذين لجؤوا إلى هذه الطريقة مخاطر الجراحة والتشعيع والعلاجات الأخرى. قد يزداد احتمال تطور الورم وحدوث النقائل الورمية (انتشار السرطان)، لكن يبدو أن هذا الخطر المتزايد يقل عند الالتزام ببرنامج المراقبة الذي يشمل عمومًا سلسلةً من مقايسات المستضد النوعي للبروستات وخزعات البروستات المتكررة كل سنة إلى سنتين اعتمادًا على منحى تزايد مستويات المستضد.
تقترح نتائج دراسة عام 2011 أن المراقبة النشطة تمثل الخيار العلاجي الأفضل لدى المرضى الأكبر عمرًا والأقل عرضةً للخطر.

## الجراحة
يمثل الاستئصال الجراحي للبروستات، أو عملية استئصال البروستات، علاجًا شائعًا للمراحل الأولى من سرطان البروستات أو السرطان غير المستجيب على العلاج الشعاعي، ونمطها الأشيع استئصال البروستات الجذري خلف العانة، إذ يستأصل الجراح هنا البروستات عبر شق بطني. هناك نمط آخر يُعرف باستئصال البروستات الجذري العجاني يستأصل فيه الجراح البروستات عبر شق في العجان، وهو الحيز الممتد بين الصفن والشرج. يمكن إجراء استئصال البروستات الجذري عبر التنظير من خلال شقوق صغيرة بقياس 1 سم في البطن بمساعدة الجراحة الروبوتية أو دونها.

### استئصال البروستات الجذري
يشكل استئصال البروستات الجذري علاجًا فعالًا للأورام التي لم تتجاوز حدود البروستات، وتعتمد معدلات الشفاء على عدد من عوامل الخطورة مثل مستويات المستضد النوعي للبروستات ودرجة جليسون، لكن قد تختلط العملية بأذية عصبية قد تغير إلى حد كبير من نوعية الحياة لدى الناجين من سرطان البروستات. يترافق استئصال البروستات الجذري مع اختلال كبير في الوظيفة الجنسية وزيادة في التبول اللا إرادي (خاصةً السلس البولي الجهدي) مقارنةً مع العلاج البديل المتمثل بالعلاج الشعاعي بالحزمة الخارجية.
مثل استئصال البروستات الجذري تقليديًا العلاج الوحيد للسرطان الموضع ضمن البروستات، وقد يقدم العلاج الشعاعي المساند تحسنًا في البقيا في حال وجود نقائل خارجية أو داء متقدم في سياق المرض. يمكن اللجوء إلى العلاج الجراحي أيضًا عند عدم استجابة السرطان على العلاج الشعاعي. يترافق استئصال البروستات التالي للعلاج الشعاعي مع معدل اختلاطات أكبر بسبب التبدلات النسيجية الناجمة عن التشعيع.
لتجنب التأثيرات الجانبية الناتجة عن استئصال البروستات الجذري، يوصي الأطباء أحيانًا بتأجيل العلاج لإتاحة المجال للمراقبة والعلاج التلطيفي أو المراقبة النشطة مع بعض العلاجات الموضعية وفق الحاجة. عند مقارنة المراقبة والعلاج التلطيفي مع استئصال البروستات الجذري، قد ينقص الأخير من خطر الوفاة مهما كانت الأسباب بما فيها السرطان بحد ذاته. تتساوى احتمالات الوفاة بصرف النظر عن ماهية الأسباب (بما فيها سرطان البروستات) عند مقارنة استئصال البروستات الجذري مع المراقبة النشطة. قد تنقص الجراحة أيضًا من خطر انتشار السرطان أو زيادة عدوانيته. يزداد احتمال حدوث اضطرابات الانتصاب والسلس البولي لدى المرضى المعالجين جراحيًا مقارنةً بالمراقبة النشطة.

#### المقاربة التنظيرية
يمثل استئصال البروستات الجذري التنظيري طريقةً حديثةً للوصول إلى البروستات جراحيًا بقصد الشفاء من السرطان. تمتاز الطريقة التنظيرية لاستئصال البروستات الجذري عن الجراحة المفتوحة بصغر الشقوق التي تحتاجها العملية. تُعد هذه الطريقة علاجًا قليل الأذية للأنسجة لاعتمادها على التقنيات الحديثة مثل التصغير والألياف البصرية، لكنها مكلفة تقنيًا ونادرة التطبيق في الولايات المتحدة.

#### المساعدة الروبوتية
في دراسة رجعية على المرضى المصابين بسرطان البروستات، رأى البعض أن استئصال البروستات التنظيري بمساعدة الروبوت على يدي جراح متمرس قد ينقص من حواف الورم إيجابية الخلايا مقارنةً بالاستئصال الجذري عبر البطن.  بلغ انخفاض الخطر النسبي 57.7% لدى المشاركين في الدراسة، وقاد هذا لدى المرضى المعرضين إلى خطر مشابه إلى نقص مطلق في الخطر بمقدار 20.5% (ظهرت حواف ورمية إيجابية للخلايا الخبيثة لدى 35.5% من المرضى بعد استئصال البروستات الجذري خلف العانة). يستفيد واحد من كل 4.9 مرضى عند الخضوع للعلاج بالمساعدة الروبوتية (العدد اللازم للعلاج = 4.9). أظهرت الدراسات الحديثة الأخرى أن الاستئصال بالمساعدة الروبوتية يزيد من معدل بقاء الحواف الإيجابية للسرطان. حللت إحدى المراجعات الشمولية الدليل الذي طرحته الدراسات على الرجال المصابين بسرطان البروستات والذي يقارن بين الاستئصال الجذري الروبوتي والجراحة المفتوحة، ولم تجد فرقًا في إنقاص نسبة الوفيات الناجمة عن السرطان أو النكس أو الوفاة الناجمة عن الأسباب الأخرى. لم تختلف نوعية الحياة بين الإجراءين فيما يتعلق بالوظيفة البولية والجنسية، ويبدو أنه لا فارق أيضًا في الاختلاطات الجراحية التالية للعملية. قد تملك الجراحة الروبوتية تأثيرًا صغيرًا على الألم التالي للجراحة، إذ تقلل الفترة اللازمة للاستشفاء وتنقص الحاجة إلى نقل الدم.
يشكل التبول اللا إرادي أو السلس البولي أحد المشاكل الشائعة المرافقة للجراحة، ويحدث بعد 6-12 شهرًا من إزالة القسطرة البولية الموضوعة خلال العملية. عند اللجوء إلى الجراحة الروبوتية، يمكن أن يطبق الجراحون مقاربةً معياريةً أو يدخلوا عبر طريق جراحي لا يقطعون من خلاله الأنسجة الواصلة بين الناحية الأمامية من المثانة والطبقة الداخلية من جدار البطن، وتُدعى هذه المقاربة «استئصال البروستات الجذري مع الحفاظ على مسافة ريتزوس». يمكن أن تحسن هذه الطريقة من الاستمساك البولي خلال أسبوع من إزالة القسطرة، لكنها ترفع احتمال إيجابية حواف الورم التي قد تسمح للسرطان بالنكس لاحقًا. تنقص الجراحة المحافظة على مسافة ريتزوس من السلس البولي بين 3-6 أشهر بعد الجراحة، لكن تكون نسبة الاستمساك مشابهةً للطرق العلاجية الأخرى بعد 12 شهرًا.